# Fat Lever
Lafayette Lever (Pine Bluff, 18 augustus 1960) is een Amerikaans voormalig basketballer.

## Carrière
Lever speelde collegebasketbal voor de Arizona State Sun Devils voordat hij zich in 1982 kandidaat stelde voor de NBA draft. Hij werd als 11e gekozen in de eerste ronde door de Portland Trail Blazers. Bij ASU was zijn guard-tandem teamgenoot Byron Scott, die de school vroegtijdig verliet (1983) om bij de San Diego Clippers te tekenen. In zijn debuut haalde Lever 9 punten, 7 assists en 4 steals in een uitverlies tegen de Kansas City Kings. Op 20 januari haalde Lever zijn eerste double-double in zijn loopbaan met 14 punten en 13 assists in een verlies op de weg tegen de Mavericks. Drie dagen later registreerde Lever zijn tweede double-double in zijn loopbaan met 11 punten en 10 assists in een uitoverwinning op de Spurs. Op 20 maart registreerde Lever een seizoensrecord 19 punten en 6 assists in een overwinning van de Trailblazers op de Nuggets.
Tijdens zijn rookie-seizoen had Lever een gemiddelde van 7,8 punten per wedstrijd, 2,8 rebounds per wedstrijd, 5,3 assists per wedstrijd en 1,9 steals per wedstrijd.
Lever werd beschouwd als een van de beste point guards van de NBA in de late jaren 80 toen hij speelde voor de Denver Nuggets.
In zijn debuut bij de Nuggets, registreerde Lever 14 punten en 12 assists in een overwinning op de Warriors. Op 6 november haalde Lever een double-double van 24 punten en 18 assists in een uitoverwinning op de Lakers, de eerste keer dat dit gebeurde in de geschiedenis van de Nuggets. Op 9 maart tegen de Pacers registreerde Lever zijn eerste triple-double uit zijn loopbaan met 13 punten, 15 assists en een carrière-hoogste van 10 steals. Op 10 april haalde Lever een double-double van 26 punten en 18 assists in een uitwedstrijd tegen de LA Clippers. Op dat moment voegde hij zich bij Magic Johnson (in 1982/83) als de enige spelers sinds de ABA-NBA fusie die ten minste 2 seizoenswedstrijden hadden waarin hij 24 punten en 18 assists had genoteerd.
In zijn eerste seizoen bij de Nuggets, Lever een gemiddelde van 12,8 punten per wedstrijd, 5,0 rebounds per wedstrijd, 7,5 assists per wedstrijd, en 2,5 steals per wedstrijd. Het volgende seizoen zette Lever zijn indrukwekkende prestaties voor de Nuggets voort. Op 12 november 1985 registreerde Lever zijn eerste 30-punts double-double toen hij 31 punten, 12 assists en 9 rebounds registreerde in een wegverlies tegen de Rockets.
Ondanks zijn lengte, leidde Lever regelmatig de Nuggets in rebounding. Hij is de Nuggets' all-time franchise leider in steals en was 2e in carrière assists. Hij is een van de slechts drie spelers in de geschiedenis van de NBA die 15 punten, rebounds en assists in een enkele play-off wedstrijd op zijn naam heeft staan (de anderen zijn Wilt Chamberlain en Jason Kidd).
Lever werd in 1990 door de Nuggets geruild met de Dallas Mavericks. Lever zat het hele seizoen 1992/93 uit wegens een knieblessure. Hij beëindigde zijn loopbaan bij de Mavericks in 1994 met een gemiddelde van 13,9 punten, zes rebounds, 6,2 assists en 2,22 steals per wedstrijd.

## Erelijst
- NBA All-Star: 1988, 1990
- All-NBA Second Team: 1987
- NBA All-Defensive Second Team: 1988
- Nummer 12 teruggetrokken door de Denver Nuggets
- Arizona State Hall of Fame: 1988[1]
- Pima County Sports Hall of Fame: 1990[2]
- Pac-10 Hall of Honor: 2004[1]

## Statistieken

### Regulier seizoen
| Seizoen  | Team                   | WG  | WS  | MPW  | 2P%  | 3P%  | FW%  | RPW | APW | SPW | BPW | PPW  |
| -------- | ---------------------- | --- | --- | ---- | ---- | ---- | ---- | --- | --- | --- | --- | ---- |
| 1982/83  | Portland Trail Blazers | 81  | 45  | 24,9 | 43,1 | 33,3 | 73,0 | 2,8 | 5,3 | 1,9 | 0,2 | 7,8  |
| 1983/84  | Portland Trail Blazers | 81  | 22  | 24,8 | 44,7 | 20,0 | 74,3 | 2,7 | 4,6 | 1,7 | 0,4 | 9,7  |
| 1984/85  | Denver Nuggets         | 82  | 82  | 31,2 | 43,0 | 25,0 | 77,0 | 5,0 | 7,5 | 2,5 | 0,4 | 12,8 |
| 1985/86  | Denver Nuggets         | 78  | 77  | 33,5 | 44,1 | 31,6 | 72,5 | 5,4 | 7,5 | 2,3 | 0,2 | 13,8 |
| 1986/87  | Denver Nuggets         | 82  | 82  | 37,2 | 46,9 | 23,9 | 78,2 | 8,9 | 8,0 | 2,5 | 0,4 | 18,9 |
| 1987/88  | Denver Nuggets         | 82  | 82  | 37,3 | 47,3 | 21,1 | 78,5 | 8,1 | 7,8 | 2,7 | 0,3 | 18,9 |
| 1988/89  | Denver Nuggets         | 71  | 71  | 38,7 | 45,7 | 34,8 | 78,5 | 9,3 | 7,9 | 2,7 | 0,3 | 19,8 |
| 1989/90  | Denver Nuggets         | 79  | 79  | 35,8 | 44,3 | 41,4 | 80,4 | 9,3 | 6,5 | 2,1 | 0,2 | 18,3 |
| 1990/91  | Denver Nuggets         | 4   | 0   | 21,5 | 39,1 | 0,0  | 78,6 | 3,8 | 3,0 | 1,5 | 0,8 | 7,3  |
| 1991/92  | Dallas Mavericks       | 31  | 5   | 28,5 | 38,7 | 32,7 | 75,0 | 5,2 | 3,5 | 1,5 | 0,4 | 11,2 |
| 1993/94  | Dallas Mavericks       | 81  | 54  | 24,0 | 40,8 | 35,1 | 76,5 | 3,5 | 2,6 | 2,0 | 0,2 | 6,9  |
| Carrière | Carrière               | 752 | 599 | 31,7 | 44,7 | 31,0 | 77,1 | 6,0 | 6,2 | 2,2 | 0,3 | 13,9 |
| All-Star | All-Star               | 2   | 1   | 26,5 | 51,9 | 0,0  | 87,5 | 3,5 | 2,5 | 1,0 | 0,0 | 16,5 |

### Play-offs
| Seizoen  | Team                   | WG | WS | MPW  | 2P%  | 3P%  | FW%   | RPW  | APW | SPW | BPW | PPW  |
| -------- | ---------------------- | -- | -- | ---- | ---- | ---- | ----- | ---- | --- | --- | --- | ---- |
| 1982/83  | Portland Trail Blazers | 7  | 0  | 19,1 | 45,2 | 0,0  | 80,0  | 2,0  | 4,4 | 1,0 | 0,0 | 6,0  |
| 1983/84  | Portland Trail Blazers | 5  | 0  | 15,0 | 26,7 | 66,7 | 80,0  | 3,0  | 1,8 | 0,8 | 0,0 | 10,0 |
| 1984/85  | Denver Nuggets         | 11 | 8  | 31,1 | 40,2 | 0,0  | 76,2  | 6,5  | 8,5 | 2,4 | 0,2 | 13,3 |
| 1985/86  | Denver Nuggets         | 10 | 10 | 34,7 | 45,0 | 57,1 | 70,8  | 4,8  | 5,3 | 2,0 | 0,2 | 14,3 |
| 1986/87  | Denver Nuggets         | 3  | 3  | 33,0 | 38,0 | 25,0 | 66,7  | 6,0  | 7,3 | 2,3 | 0,0 | 15,3 |
| 1987/88  | Denver Nuggets         | 7  | 7  | 39,0 | 45,9 | 42,9 | 78,8  | 9,3  | 7,0 | 1,9 | 0,6 | 17,0 |
| 1988/89  | Denver Nuggets         | 2  | 2  | 29,0 | 37,5 | 66,7 | 100,0 | 6,5  | 9,5 | 2,0 | 0,0 | 11,0 |
| 1989/90  | Denver Nuggets         | 3  | 3  | 37,7 | 37,3 | 14,3 | 92,9  | 10,7 | 7,0 | 2,7 | 0,3 | 17,3 |
| Carrière | Carrière               | 48 | 33 | 30,0 | 41,4 | 40,9 | 77,5  | 5,8  | 6,2 | 1,9 | 0,2 | 12,4 |